# Izvoru Bârzii
Izvoru Bârzii è un comune della Romania di 2913 abitanti, ubicato nel distretto di Mehedinți, nella regione storica dell'Oltenia. 
Il comune è formato dall'unione di 7 villaggi: Balotești, Halânga, Izvoru Bârzii, Puținei, Răscolești, Schinteiești, Schitu Topolniței.